# Kielsterdiep

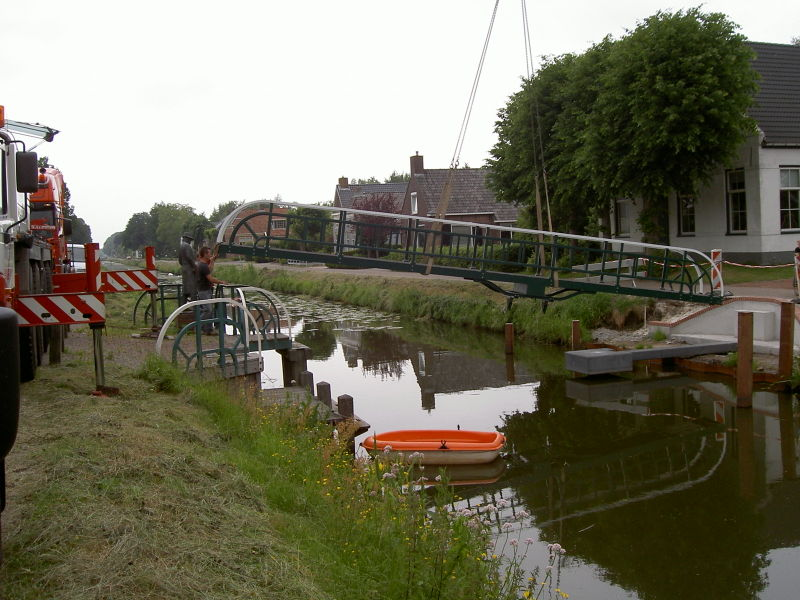
Brückenbau über das Kielsterdiep

Das Kielsterdiep (auch Kieldiep genannt) ist ein Kanal zwischen den Orten Hoogezand und Annerveenschekanaal. Es ist ein Seitenkanal des Winschoterdiep. Das Kielsterdiep wurde 1647 zur Urbarmachung des Moores östlich von Kropswolde gebaut. Um das Jahr 1738 wurde es an den Kanal Boven Kiel angeschlossen. Entlang des Kanals entstand das Dorf Kiel-Windeweer. Nachdem das Moor entwässert und der Boden landwirtschaftlich nutzbar gemacht worden war, wurde das Kielsterdiep hauptsächlich für den Transport von Agrarprodukten zu den Stärke- und Kartonfabriken in der Region benutzt. 1973 wurde die Schifffahrt auf der Kielsterdiep eingestellt. Mehrere Brücken wurden durch Dämme ersetzt.
2005 wurde mit einem Revitalisierungsprojekt begonnen, um die Kielsterdiep wieder schiffbar zu machen. Neue Brücken und Schleusen werden gebaut, bestehende wieder benutzbar gemacht oder restauriert. Dies alles geschieht, um die Kielsterdiep für die Freizeitschifffahrt zu öffnen, als Teil einer neuen Schifffahrtsroute vom Zuidlaardermeer nach Ostgroningen.